# Kleinfamilie
Dieser Artikel wurde auf der Qualitätssicherungsseite des Portals Soziologie eingetragen. Dies geschieht, um die Qualität der Artikel aus dem Themengebiet Soziologie auf ein akzeptables Niveau zu bringen. Hilf mit, die inhaltlichen Mängel dieses Artikels zu beseitigen, und beteilige dich an der Diskussion. (Artikel eintragen)
Kleinfamilie bezeichnet eine Familie, die aus lediglich zwei Generation besteht: Eltern mit Kindern. Sie unterscheidet sich von der (traditionellen) Großfamilie, die Angehörige mehrerer Generationen und auch Seitenlinien umfasst. Im Unterschied zur so genannten Kernfamilie (eine Mutter, ein Vater, alle leiblichen Kinder) schließen Kleinfamilien auch Adoptiv- oder Stiefkinder ein oder können Regenbogenfamilien sein (mit gleichgeschlechtlichen Partnern). Keine Kleinfamilie bilden Paare ohne Kinder (im Haushalt), meist werden auch Alleinerziehende mit ihren Kindern nicht dazu gerechnet (als unvollständige Familien bezeichnet).

## Europäische Geschichte
Die Kleinfamilie bildete sich als vorherrschender Familienform heraus mit der industriellen Revolution in Europa. Sie entstand mit der Auflösung der traditionellen, an Landbesitz oder Erbpacht gebundenen Familien- und Versorgungsgemeinschaften vor allem in städtischen und industriellen Bereichen. Landarbeiter verließen die herkömmlichen Familiensysteme, um Arbeit in den wachsenden Manufakturen und Fabriken zu finden. Der geringe Lohn und die kleinen Wohnungen, die um solche Industrieansiedlungen herum entstanden, reichten kaum zum Leben – selbst für eine kleine Familie. Um das Überleben zu sichern, arbeiteten Frauen und Kinder oft ebenfalls als Lohnkräfte in den Betrieben. Die Wohn- und Lebensbedingungen in den Arbeitervierteln blieben auf die Kleinfamilie zugeschnitten, bei mehreren Kindern war das sehr beengt.